# Kvitsøy
Kvitsøy è un comune norvegese della contea di Rogaland.